# Adia Kuznetzoff
Adia Kuznetzoff, né le 6 avril 1889 à Rostov-sur-le-Don (Empire russe) et mort le 10 août 1954 à Port Washington (Long Island), est un acteur américain.
Il est connu pour ses rôles dans Pacific Liner (1939), La Princesse et le Pirate (The Princess and the Pirate, 1944) et Les Mille et Une Nuits (1942).

## Filmographie partielle

### Au cinéma
- 1931 : The Spy (en) : Leader, Singing Trio (non confirmé)
- 1936 : Loufoque et Cie : Rudolph - Baron's Servant (non crédité)
- 1937 : S.O.S. vertu! : Waiter at Mama Guido's (non crédité)
- 1937 : I'll Take Romance : Operatic Conductor (non crédité)
- 1937 : Marie Walewska : Cossack Lt. Vladek (non crédité)
- 1937 : Amour d'espionne : Majordomo (non crédité)
- 1937 : La Femme X : Captain Dorcas
- 1937 : My Dear Miss Aldrich : Servant (scènes supprimées)
- 1937 : La Vie facile (Easy Living) : Bum (non crédité)
- 1937 : Le Chant du printemps : Dubrovsky (non crédité)
- 1938 : La Pauvre Millionnaire (There Goes My Heart) de Norman Z. McLeod : le second lieutenant sur le yacht (non crédité)
- 1938 : Mysterious Mr. Moto : Freighter Captain (non crédité)
- 1938 : Les Gars du large : Vashia (non crédité)
- 1938 : Les montagnards sont là : Chef
- 1938 : Everybody Sing : Boris
- 1939 : Sur les pointes (On Your Toes) : Second Assassin (non crédité)
- 1939 : Tropic Fury : Soledad - Slave-Driver
- 1939 : Bulldog Drummond's Bride : Gaston
- 1939 : Let Freedom Ring (en) de Jack Conway : Ivan - Pole (non crédité)
- 1939 : L'Île du Diable (Devil's Island) de William Clemens : Pierre
- 1939 : Pacific Liner : Silvio
- 1940 : Romance en swing : Boris (non crédité)
- 1940 : Public Deb No. 1 : Adolph Krantz (non crédité)
- 1942 : Les Mille et Une Nuits : Slaver
- 1942 : Ma sœur est capricieuse (My Sister Eileen) : Cossack (non crédité)
- 1943 : The Seventh Victim : Thespian (non crédité)
- 1943 : Pour qui sonne le glas : Gustavo
- 1943 : Good Luck, Mr. Yates (en) de Ray Enright : Gregory Rozniloff (non crédité)
- 1943 : Mission à Moscou : O.G.P.U. Man (non crédité)
- 1943 : Hello Frisco, Hello : Opera Singer (non crédité)
- 1943 : Un commando en Bretagne : Louis Basdevant
- 1943 : Frankenstein contre le loup-garou : Festival Singer (non crédité)
- 1944 : Lost in a Harem : Chief Ghamu
- 1944 : La Princesse et le Pirate (The Princess and the Pirate) : Don José
- 1944 : That's My Baby! : Russian Singer
- 1944 : Lona la sauvageonne (Rainbow Island) de Ralph Murphy : le bourreau
- 1944 : Song of Russia : Nightclub Singer (non crédité)